# ښ

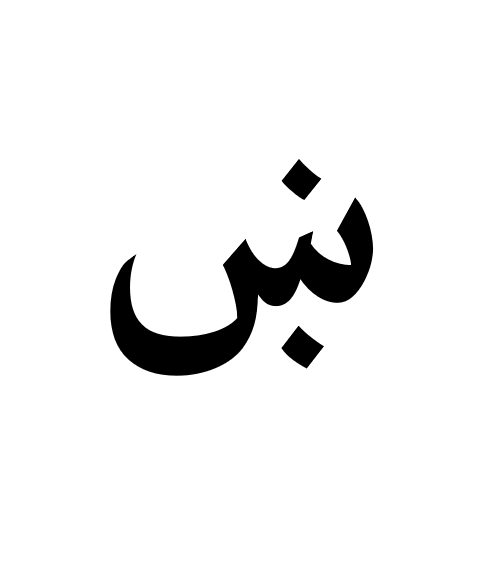
ښ حرف مشترک زبان شغنانی و زبان پشتو

ښ حرف بیستم الفبای زبان پشتو و حرف بیست یکم الفبای زبان شغنانی است. حرف ښ به‌شکل (x̌e) درین این دو زبان تلفظ می‌شود. دارای یونی کُد (U+069A) و در الفبا و آوانگاری بین‌المللی به شکل (x̌) درج گردیده‌است و در لاتین‌نویسی در قالب (x̌) و (ṣ̌)جا گرفته‌است که حرف کوچک آن به شکل (x̌) و حرف برگ آن به شکل (X̌) تحریر می‌گردد. حرف ښ در الفبای عربی و الفبای زبان فارسی وجود ندارد ولی در الفبای زبان پشتو و آلفای زبان شغنانی به شکل وافر به نظر می‌رسد اما در این دو زبان جایگاه و کابرد خاصی دارد و واژه مشترک پښتو را می‌توان درین دو زبان مشاهده کرد.
شکل نوشتاری حرف ښ را در جدول زیر می‌توان مشاهده کرد:
| شكل حرف | شكل حرف | شكل حرف | شكل حرف | شكل حرف |
| جدا     | آغازی   | میانی   | پایانی  |         |
| ښ       | ښ       | ـښ      | ـښ      |         |
| ------- | ------- | ------- | ------- | ------- |

- الگو:حروف الفبا